# Эрлихман, Вадим Викторович
Вади́м Ви́кторович Эрлихма́н (род. 5 мая 1965, Воронеж) — российский историк, журналист, переводчик.

## Биография
В 1989 году окончил Московский государственный историко-архивный институт. Также окончил аспирантуру МГУ имени М. В. Ломоносова.
В 1992 году начал переводческую деятельность для издательств. Переводил Стивена Кинга.
В 2002 году в МГУ имени М. В. Ломоносова под научным руководством доктора исторических наук, профессора А. В. Чунакова защитил диссертацию на соискание учёной степени кандидата исторических наук по теме «Народное образование в России в период деятельности Временного правительства, март — октябрь 1917 г.». (Специальность — 07.00.02 — Отечественная история)
Работал в архивах, издал несколько работ по истории и генеалогии, занимался переводами художественной и научно-популярной литературы, писал статьи на исторические, политические и культурные темы для журналов и газет («Профиль», «Карьера», «Огонёк», «Парадокс», «Geo», «Биография», «Родина», «Вокруг света», «Известия», «Неделя», «Собеседник» и др.). Переводчик более 20 романов и повестей англоязычных авторов.
В 2006—2016 годах — заместитель главного редактора издательства «Молодая гвардия», редактор серии ЖЗЛ.
Женат, двое детей. Живёт в Москве.

## Труды

### Научные

#### Диссертации
- Эрлихман В. В. Народное образование в России в период деятельности Временного правительства, март — октябрь 1917 г.: диссертация … кандидата исторических наук : 07.00.02. — Москва, 2002. — 227 с.

#### Монографии
- Эрлихман В. В. Потери народонаселения в XX веке. Справочник. — М.: Русская панорама, 2004. — 176 с. — (Весь мир). — 1500 экз. — ISBN 5-93165-107-1.

#### Переводы
- Мабиногион. Волшебные легенды Уэльса / Пер. с валлийского В. В. Эрлихмана. — М.: Научно-издательский центр «Ладомир», 1995. — 250 с. — 2000 экз. — ISBN 5-86218-168-7.
- Мабиногион. Волшебные легенды Уэльса / Пер., вступ. ст. и примеч. В. В. Эрлихмана. — 2-е изд., испр. и доп. — М.: Аграф, 2002. — 416 с. — (Наследие кельтов. Источники). — 1500 экз. — ISBN 5-7784-0209-0.
- Беда Достопочтенный. Церковная история народа англов / Пер., вступ. ст., библиогр. и примеч. В. В. Эрлихмана. — СПб.: Алетейя, 2003. — 364 с. — (Pax Britannica). — ISBN 5-89329-429-7.

### Научно-популярные
- Эрлихман В. В. Король тёмной стороны. Стивен Кинг в Америке и России. — СПб.: Амфора, 2006. — ISBN 5-367-00145-9.
- Эрлихман В. В. Король Артур. — М.: «Молодая гвардия», 2009. — 346 с. — («Жизнь замечательных людей»). — 3000 экз. — ISBN 978-5-235-03246-0.
- Эрлихман В. В. Робин Гуд. — М.: «Молодая гвардия», 2012. — 254 с. — (ЖЗЛ: Малая серия). — ISBN 978-5-235-03529-4.
- Эрлихман В. В. Вольф Мессинг: Экстрасенс Сталина. — М.: Вече, 2013. — 240 с. — (Человек-загадка). — 3000 экз. — ISBN 978-5-4444-1240-4.
- Эрлихман В. В. Король Артур: Главная тайна Британии. — М.: Вече, 2013. — 224 с. — (Человек-загадка). — 3000 экз. — ISBN 978-5-9533-5529-2.
- Эрлихман В. В. Дракула: Тайны князя-вампира. — М.: Вече, 2013. — 240 с. — (Человек-загадка). — ISBN 978-5-4444-1240-4.
- Эрлихман В. В. Стивен Кинг. — М.: Вече, 2013. — 336 с. — (Великие исторические персоны). — 3000 экз. — ISBN 978-5-4444-1109-4.
- Эрлихман В. В. Жанна д'Арк. Святая или грешница?. — М.: Вече, 2014. — (Великие исторические персоны).
- Эрлихман В. В. Мишель Нострадамус. Заглянувший в грядущее. — М.: Вече, 2015. — 224 с. — (Великие исторические персоны). — ISBN 978-5-444-42345-5.
- Эрлихман В. В. Английские короли. — М.: Ломоносовъ, 2015. — 432 с. — (История. География. Этнография). (второе издание в 2021)
- Эрлихман В. В. ЧТО ЧИТАТЬ ПО ИСТОРИИ? Путеводитель по исторической литературе. — М.: «Центриздат», 2024. — 280 с. — ISBN 978-5-98963-408-8.